# Natella Boltjanskaja
Natella Savel'evna Boltjanskaja (in russo Нате́лла Саве́льевна Болтя́нская?, traslitterato anche Natella Savelievna Boltyanskaya; Mosca, 20 maggio 1965) è una cantautrice, conduttrice radiofonica e giornalista russa.

## Biografia e creatività
Suo padre, Savelij L. Kiperman, fu capo ricercatore presso l’Istituto di chimica organica dell’Accademia russa delle scienze. Dottore in scienze chimiche, professore e accademico dell’Accademia russa di scienze naturali (1991). Inoltre, fu vincitore del premio D. I. Mendeleev. 
Sua madre, Nelli Aleksandrovna Valueva, fu un’editrice bibliografica.
Natella Savel'evna Boltjanskaja afferma di scrivere canzoni da circa 14 anni.
Suona la chitarra a sei corde e scrive principalmente canzoni sulla sua poesia, con l’eccezione di una canzone scritta sulle poesie di Nadezhda Maltseva “Tumbalalaika” (contenuta nell’album “Preduprezhdenie”). Fino all’anno 2002 circa, Boltjanskaja ha eseguito nei suoi concerti le canzoni di Mikhail Chegodaeva e di altri autori.

## Discografia
- Preduprezhdenie(2001)
- Restavratsiya (2003)
- Spyaschie (2005)
- Pastushya pesnya (2009)

## Lavoro nei mass media
Boltjanskaja conduce diversi programmi sulla stazione radiofonica “Echo di Mosca” (interviste con ospiti nelle trasmissioni “Imenem Stalina”, “Avtorskaja pesnja”, “Narod protiv”, “Osoboe mnenie”). 
Ha diretto diversi programmi televisivi: “Ja šagaju po Moskve” (canale Stolitsa, 1997), “Ha svezhuyu golovu” (TNT, 2000 – 2001), “Data” (Tv Tsentr, 2002), “Nochnye muzy” (NTV, 2003 – 2004), “Osoboe mnenie” (Echo- TV, dal 2005), “Aplodismenty” (VKT, 2007). Inoltre, ha lavorato a stretto contatto con il programma radiofonico “Voice of America”.
Natella Boltjanskaja pubblica diversi articoli in una rivista quotidiana ed è membro del Consiglio pubblico del Congresso ebraico russo.